# الزيتونة (ولاية الطارف)
الزيتونة بلدية تابعة لدائرة الطارف بولاية الطارف الجزائرية.

## الموقع الجغرافي
تقع بين الطارف (الولاية)وبلدية عين الكرمة يقطنها حوالي 19000 نسمة